# Илиев, Христо
Хри́сто Бри́стов И́лиев (болг. Христо Бристов Илиев; 11 мая 1936, София — 24 марта 1974, Болгария) — болгарский футболист, играл на позиции нападающего. Заслуженный мастер спорта Болгарии (1961).

## Биография

### Клубная карьера
Илиев на протяжении пяти сезонов играл за «Левски», в составе которого выиграл три Кубка Болгарии в 1956, 1957 и 1959 годах, а также в 1957 году стал лучшим бомбардиром чемпионата.
В 1959 году перешёл в «Ботев», где отыграл два сезона. В 1961 году вернулся в «Левски», за который отыграл 7 сезонов, за которые два раза стал чемпионом Болгарии, а в 1967 году выиграл Кубок Болгарии.

### Карьера в сборной
В составе сборной Болгарии был участником футбольного турнира на Олимпиаде 1960 года и играл на чемпионате мира 1962 года. Всего за сборную Болгарии сыграл 24 матча, в которых забил 9 голов.

### Смерть
Погиб в ДТП 24 марта 1974 года в возрасте 37 лет.

## Достижения

### Командные
«Левски»
- Чемпион Болгарии (2) : 1964/1965, 1967/1968
- Обладатель Кубка Болгарии (4) : 1956, 1957, 1959, 1967

### Личные
- Лучший бомбардир чемпионата Болгарии (1) : 1957 (14 мячей)